# I Thought I Lost You (pesem)
»I Thought I Lost You« je pop pesem, ki sta jo izvedla pevka, tekstopiska in igralka Miley Cyrus ter igralec John Travolta. Pesem je napisala Miley Cyrus v sodelovanju z producentom Jeffreyjem Steeleom. Izšel je na radiju Radio Disney kot promocijski singl za film Bolt ter njegov soundtrack; v filmu je Miley Cyrus posodila glas Penny in John Travolta Boltu. Pesem »I Thought I Lost You« je bila napisana po tem, ko so ustvarjalci filma prosili Miley Cyrus, da bi napisala pesem za film. Pesem je teen pop stila, ki govori o izgubljanju.
Pesem »I Thought I Lost You« je prejel nominacijo za nagrado Broadcast Film Critics Association Award v kategoriji za »najboljšo pesem« in nominacijo za zlati globus v kategoriji za »najboljšo originalno pesem,« vendar je nazadnje obe nagradi pobral Bruce Springsteen s pesmijo »The Wrestler« iz filma Rokoborec (2008). Videospot pesmi prikazuje Miley Cyrus iz Johna Travolto med nastopanjem s pesmijo v snemalnem studiju in odlomke iz filma Bolt. Pesem »I Thought I Lost You« je promovirala Miley Cyrus z mnogimi nastopi.

## Ozadje
Miley Cyrus je začela sodelovati pri filmu Bolt, ko so jo izbrali za vlogo Penny, Boltove lastnice. Ustvarjalci filma so jo kasneje vprašali, če bi napisala pesem zase in za Johna Travolto, ki je glas posodil Boltu. Pesem je napisala v sodelovanju z Jeffreyjem Steeleom, ki je pesem tudi produciral in jo dokončala v zelo kratkem času, saj sta imela določen datum. Film so promovirali z nastopi po veliko mestih Združenih držav Amerike, na katerih je Miley Cyrus nastopila tudi s pesmijo. »Ne samo, da zveni kot nekaj iz Hollywooda in zares producirana, lahko bi dodali tudi nekaj country sloga vanjo,« je povedala Miley Cyrus. Miley Cyrus je povedala, da je bil proces pisanja lahek. Preden je bila pesem napisana, se je John Travolta strinjal, da jo bo zapel. »No, bila bo prisrčna pesem, kakršna koli bo že,« je povedal. Po poslušanju pesmi so ga presenetile pisalne sposobnosti Miley Cyrus. »Zares je nadarjena za pisanje pesmi in zelo si je želela napisati dobro pesem za moj lik, Bolta, zato je odšla poiskati partnerja za pisanje in zares sta se odlično odrezala,« je za MTV News povedal John Travolta.
John Lasseter, producent filma Bolt, se je odločil, da bo pesem »I Thought I Lost You« postala glavna pesem filma Bolt, saj se je ujemalo z zgodbo filma. Povedal je: »[Pesem] tako povzema temo filma. Veste, pes in njegov lastnik se ločita, vendar se imata zelo rada - prisotno je toliko čustev, da se lika ponovno najdeta in mislim, da o tem govori pesem.« John Lasseter je menil, da bo pesem samostojni projekt, vendar je kasneje menil, da se bo pesem enkratna za film. Pesem »I Thought I Lost You« je ena izmed dveh pesmi iz sountracka filma Bolt in izšla na radiju Radio Disney za promocijo filma Bolt ter njegovega sountracka.

## Sestava
Pesem »I Thought I Lost You« je teen pop pesem, ki vsebuje tudi pop rock elemente in traja tri minute in šestintrideset sekund. Instrumentacija pesmi vsebuje električno kitaro in klavir. Pesem je napisana v E-duru in vokali Miley Cyrus se raztezajo čez dve oktavi, od G3 do A♭5. Temu sledi procesija akordov E♭—A♭sus2. Besedilo pesmi govori o »izgubljanju in temu, kako nekaj spet najdeš, z glavno temo zvestobe.«

## Kritični sprejem
Pesem je s strani glasbenih kritikov prejela mešane ocene. William Ruhlmann iz spletne strani Allmusic je napisal: »Album se prične s pop/rock pesmijo 'I Thought I Lost You,' ki čudno zveni kot ljubezenski duet med Johnom Travolto, moškim v sredi petdesetih, ter najstniško televizijsko in pop zvezdnico Miley Cyrus, dokler se ne spomnimo, da gre je Travolta glas pravzaprav posodil glavnemu liku iz filma, psu.« Pesem »I Thought I Lost You« je prejela nominacijo za nagrado Broadcast Film Critics Association Award za »najboljšo pesem« na 14. podelitvi nagrad Broadcast Film Critics Association Award, vendar je nagrado dobila pesem Brucea Springsteena, »The Wrestler,« iz filma Rokoborec (2008). Pesem je prejela tudi nominacijo za zlati globus v kategoriji za »najboljšo originalno pesem« na 66. podelitvi zlatih globusov, vendar je tudi to nagrado nazadnje dobila pesem »The Wrestler«. Nepoznan novinar revije The Los Angeles Times je menil, da bi pesem morala biti nominirana in nazadnje tudi prejeti oskarja za »najboljšo originalno pesem« na 81. podelitvi nagrad Academy Awards. Kakorkoli že, novinar je napisal, da sta verjetnost razblinili »resna ovira [predstavljal naj bi jo le film Bolt] in velika Disneyjeva konkurenca.«

## Videospot in nastopi v živo
Videospot za pesem »I Thought I Lost You« se je prvič predvajal 3. novembra 2008 na Disney Channelu. Videospot se začne z odlomkom iz filma Bolt, kjer eden izmed likov iz filma, Rhino, zavpije: »Začnimo!« Nato se mnogi odlomki iz filma hitro zavrtijo, dokler se Miley Cyrus in John Travolta ne prikažeta med nastopanjem v snemalnem studiju. Miley Cyrus nosi zeleno, vzorčasto srajico ter modre kavbojke, John Travolta pa nosi črno jakno in črne hlače. Čez ostali del videospota prikazujejo Miley Cyrus in Johna Travolto ter odlomke iz filma Bolt. Konča se z Rhinom, ki izvede kratek plesni korak.
Miley Cyrus je v živo nastopala s pesmijo »I Thought I Lost You« na koncertu na prostem, predvajanim na televiziji, imenovanim Good Morning America. Med nastopom je Miley Cyrus nosila ozko, belo bluzo in črne kavbojke s sivim puloverjem. S pesmijo je leta 2008 nastopila tudi na prireditvi Macy's Thanksgiving Day Parade.